# Honesty (пісня Editors)
Honesty — пісня британського гурту «Editors» із четвертого альбому «The Weight of Your Love»; представлена як третій сингл альбому 25 листопада 2013 року.

## Список композицій
| #  | Назва                                 | Тривалість |
| -- | ------------------------------------- | ---------- |
| 1. | «Honesty»                             | 4:49       |
| 2. | «Honesty» (Timothy J. Fairplay Remix) | 6:14       |

## Чарти
| Чарт (2013)                 | Найвища позиція |
| --------------------------- | --------------- |
| Бельгія (Ultratip Flanders) | 3               |